# Ludia (plante)
Pour les articles homonymes, voir Ludia.
Genre
Synonymes
- Mauneia Thouars[2]

Ludia est un genre de plantes à fleurs de la famille des Salicaceae. Il comprend plus d'une vingtaine espèces d'arbres ou arbustes, endémiques de Madagascar et de la côte Centre-Est de l'Afrique.

## Répartition
Le genre Ludia est naturellement représenté en Aldabra, au Kenya, à Madagascar, sur l'Île Maurice, dans les Seychelles, et en Tanzanie.

## Description
Ce sont des arbres ou arbustes à feuilles persistantes, alternes, coriaces, entières, pennées, les nerfs souvent en forte pente, réticulation nettement relevée sur les deux faces, pétiolées, exstipulées.
Les fleurs sont bisexuelles, petites, solitaires, ou rarement par deux ou trois à partir du même aisselle, subsessiles, sous-tendues par plusieurs minuscules bractées suborbiculaires imbriquées. Elles possèdent cinq ou six sépales et aucun pétale. Les étamines sont en nombre indéfini, insérées sur un réceptacle plat, avec de nombreux poils entre les filaments filiformes ; les anthères sont petites ; conjonctives généralement assez obscures. L'ovaire a 2 à 4 placentas qui portent peu ou pas d'ovules ; le style est en colonne, souvent plus ou moins profondément trilobé ou partiellement distal. Le fruit est baccate, à peine ou tardivement et irrégulièrement déhiscent ; le péricarpe est coriace. Il y a peu de graines ; le testa est dur.

## Liste des espèces
Selon Plants of the World online (POWO) (16 décembre 2020) :
- Ludia ankaranensis Capuron & Sleumer
- Ludia antanosarum Capuron & Sleumer
- Ludia arborea H.Perrier
- Ludia boinensis H.Perrier
- Ludia brevipes Sleumer
- Ludia chapelieri Sleumer
- Ludia comorensis H.Perrier
- Ludia craggiana Z.S.Rogers, Randrian. & J.S.Mill.
- Ludia dracaenoides H.Perrier
- Ludia erosifolia Sleumer
- Ludia faradifani Capuron & Sleumer
- Ludia glaucocarpa Capuron & Sleumer
- Ludia ikongoensis Capuron & Sleumer
- Ludia imontiensis Capuron & Sleumer
- Ludia leandriana Sleumer
- Ludia ludiifolia (H.Perrier) Capuron & Sleumer
- Ludia madagascariensis Clos
- Ludia mauritiana J.F.Gmel.
- Ludia myrtoides Capuron & Sleumer
- Ludia pachyadenia Sleumer
- Ludia pinnatinervia (H.Perrier) Capuron & Sleumer
- Ludia scolopioides Capuron & Sleumer
- Ludia sessilis Sleumer
- Ludia suarezensis Capuron & Sleumer
- Ludia wikstroemiifolia Sleumer